# Brûlon
Brûlon è un comune francese di 1 557 abitanti situato nel dipartimento della Sarthe nella regione dei Paesi della Loira. Il territorio comunale è bagnato dalle acque del fiume Vègre.
Qua nacque l'inventore Claude Chappe. 

## Società

### Evoluzione demografica
Abitanti censiti